# Райт ту Дрим Парк
«Райт ту Дрим Парк» (дат. Right to Dream Park) — стадион в коммуне Фарум (Дания), домашняя арена футбольного клуба «Норшелланн». Его вместимость составляет 10 100 зрителей при 9 800 сидячих местах. Стадион в 2012 году стал первым в Дании с искусственным покрытием поля. 
«Райт ту Дрим Парк» — современный стадион с LED-баннерами, отелем на 48 номеров и фитнес-центром. Здесь проводят некоторые свои матчи женская и молодёжные сборные Дании по футболу.
Ранее стадион носил название «Фарум Парк», но в апреле 2016 года был переименован.